# Kubota Ryo
Ryo Kubota (窪田 良 Kubota Ryō, sinh ngày 8 tháng 4 năm 1991 ở Tokyo) là một cầu thủ bóng đá người Nhật Bản thi đấu theo dạng cho mượn cho Ventforet Kofu.

## Thống kê câu lạc bộ
Cập nhật đến ngày 23 tháng 2 năm 2018.
| Thành tích câu lạc bộ | Thành tích câu lạc bộ | Thành tích câu lạc bộ | Giải vô địch | Giải vô địch | Cúp                   | Cúp                   | Cúp Liên đoàn | Cúp Liên đoàn | Tổng cộng | Tổng cộng |
| Mùa giải              | Câu lạc bộ            | Giải vô địch          | Số trận      | Bàn thắng    | Số trận               | Bàn thắng             | Số trận       | Bàn thắng     | Số trận   | Bàn thắng |
| Nhật Bản              | Nhật Bản              | Nhật Bản              | Giải vô địch | Giải vô địch | Cúp Hoàng đế Nhật Bản | Cúp Hoàng đế Nhật Bản | J. League Cup | J. League Cup | Tổng cộng | Tổng cộng |
| --------------------- | --------------------- | --------------------- | ------------ | ------------ | --------------------- | --------------------- | ------------- | ------------- | --------- | --------- |
| 2014                  | Tokushima Vortis      | J1 League             | 2            | 0            | 0                     | 0                     | 3             | 1             | 5         | 1         |
| 2015                  | Tokushima Vortis      | J2 League             | 0            | 0            | 2                     | 0                     | –             | –             | 2         | 0         |
| 2016                  | Kataller Toyama       | J3 League             | 28           | 1            | 2                     | 0                     | –             | –             | 30        | 1         |
| 2017                  | Kataller Toyama       | J3 League             | 26           | 0            | 2                     | 0                     | –             | –             | 28        | 0         |
| Tổng cộng sự nghiệp   | Tổng cộng sự nghiệp   | Tổng cộng sự nghiệp   | 56           | 1            | 6                     | 0                     | 3             | 1             | 65        | 2         |